# Patricia Buckley Ebrey
Patricia Buckley Ebrey, född 1947 i Hasbrouck Heights i New Jersey, är en amerikansk historiker och sinolog.
Ebrey har studerat vid University of California, Columbia University, är formellt knuten till fakulteten vid University of Illinois men lärare vid University of Washington i Seattle. Hennes specialområde är kinesisk socialhistoria.
Ebreys The Inner Quarters: Marriage and the Lives of Chinese Women in the Sung Period belönades med Levenson Prize av Association for Asian Studies. Hon har även medverkat i A History of World Societies, ett mastodontverk om världshistorien som utkommit i flera upplagor.